# Arrondissement de Ludwigslust
L’arrondissement de Ludwigslust est un ancien arrondissement  (Landkreis en allemand) de Mecklembourg-Poméranie-Occidentale (Allemagne).
Son chef-lieu était Ludwigslust. Il a fusionné le 4 septembre 2011 avec l'ancien arrondissement de Parchim pour former le nouvel arrondissement de Ludwigslust-Parchim, le deuxième arrondissement le plus grand d'Allemagne, après celui du Plateau des lacs mecklembourgeois.

## Géographie
L'ancien arrondissement de Ludwigslust est situé entre le fleuve Elbe et la ville de Schwerin. C'était l'arrondissement le plus grand du land de Mecklembourg-Poméranie-Occidentale. Il a par contre une faible densité de population.
Après la réunification allemande, les deux arrondissements de Hagenow et de Ludwigslust ont été créés. En 1994 ils fusionnèrent avec ceux de Ämter Rastow et de Stralendorf pour former l'arrondissement de Ludwigslust. Hagenow et Stralendorf constituaient deux "amts", subdivision de l'ancien arrondissement de Ludwigslust.

## Villes et communes
| Amt-ville libre                                          |
| -------------------------------------------------------- |
| 1. Boizenburg/Elbe 2. Hagenow 3. Lübtheen 4. Ludwigslust |

| Ämter | Ämter | Ämter |
| --- | --- | --- |
| - 1. Boizenburg-Land [siège: Boizenburg] 1. Bengerstorf 2. Besitz 3. Brahlstorf 4. Dersenow 5. Gresse 6. Greven 7. Neu Gülze 8. Nostorf 9. Schwanheide 10. Teldau 11. Tessin bei Boizenburg - 2. Dömitz-Malliß 1. Dömitz, 2. Grebs-Niendorf 3. Karenz 4. Malk Göhren 5. Malliß 6. Neu Kaliß 7. Vielank - 3. Grabow 1. Balow 2. Brunow 3. Dambeck 4. Eldena 5. Gorlosen 6. Grabow, 7. Karstädt 8. Kremmin 9. Milow 10. Möllenbeck 11. Muchow 12. Prislich 13. Steesow 14. Zierzow | - 4. Hagenow-Land [siège: Hagenow] 1. Alt Zachun 2. Bandenitz 3. Belsch 4. Bobzin 5. Bresegard bei Picher 6. Gammelin 7. Groß Krams 8. Hoort 9. Hülseburg 10. Kirch Jesar 11. Kuhstorf 12. Moraas 13. Pätow-Steegen 14. Picher 15. Pritzier 16. Redefin 17. Setzin 18. Strohkirchen 19. Toddin 20. Warlitz - 5. Ludwigslust-Land [siège: Ludwigslust] 1. Alt Krenzlin 2. Bresegard bei Eldena 3. Göhlen 4. Groß Laasch 5. Leussow 6. Lübesse 7. Lüblow 8. Rastow 9. Sülstorf 10. Uelitz 11. Warlow 12. Wöbbelin | - 6. Neustadt-Glewe 1. Blievenstorf 2. Brenz 3. Neustadt-Glewe, - 7. Stralendorf 1. Dümmer 2. Holthusen 3. Klein Rogahn 4. Pampow 5. Schossin 6. Stralendorf 7. Warsow 8. Wittenförden 9. Zülow - 8. Wittenburg 1. Körchow 2. Lehsen 3. Wittenburg, 4. Wittendörp - 9. Zarrentin 1. Gallin 2. Kogel 3. Lüttow-Valluhn 4. Vellahn 5. Zarrentin, |